# 泰利特杯中韓女子囲棋対抗戦
泰利特杯中韓女子囲棋対抗戦（泰利特杯中韩女子围棋对抗赛）は、中国と韓国の囲碁の女流棋士による団体対抗棋戦。2000年、2001年の2回開催された。
スポンサーは泰利特グループ（泰利特集团）。

## 結果

### 第1回（2000年）
中韓各4人の選手による2回戦で実施。
中国からは、1999年と2000年の泰利特杯全国女子囲棋団体戦優勝チームの選手が出場した。
中国 7 - 1 韓国

### 第2回（2001年）
中韓各5人の選手による2回戦で実施。
中国 6 - 4 韓国
| 中国   | 3 | 2 | 韓国   |
| ------ | - | - | ------ |
| 華学明 | × | ○ | 朴鋕恩 |
| 徐瑩   | ○ | × | 李英信 |
| 張璇   | ○ | × | 権孝珍 |
| 楊暉   | × | ○ | 趙惠連 |
| 黎春華 | ○ | × | 黄焰   |

| 中国   | 3 | 2 | 韓国   |
| ------ | - | - | ------ |
| 徐瑩   | ○ | × | 権孝珍 |
| 黎春華 | × | ○ | 朴鋕恩 |
| 張璇   | ○ | × | 趙惠連 |
| 華学明 | ○ | × | 李英信 |
| 楊暉   | × | ○ | 黄焰   |